# Nan Wan
Nan Wan (chinesisch 南灣, Pinyin Nánwān – „Südliche Bucht“) ist eine Bucht und der zugehörige Strand in der Gemeinde Hengchun im Landkreis Pingtung, in der der Republik China auf Taiwan. Sie gehört zum Gebiet des Kenting-Nationalparks.

## Namen
Das chinesische Nanwan wird in Chinesischer Schrift in traditionellen Schriftzeichen 南灣 oder 南湾 in vereinfachten Schriftzeichen geschrieben. Weitere ältere Bezeichnungen sind Gualiang beziehungsweise Kwa-liang Bay. Die historischen englischen Bezeichnungen der Bucht sind „Blue Bay“ oder „South Bay“.

## Geographie

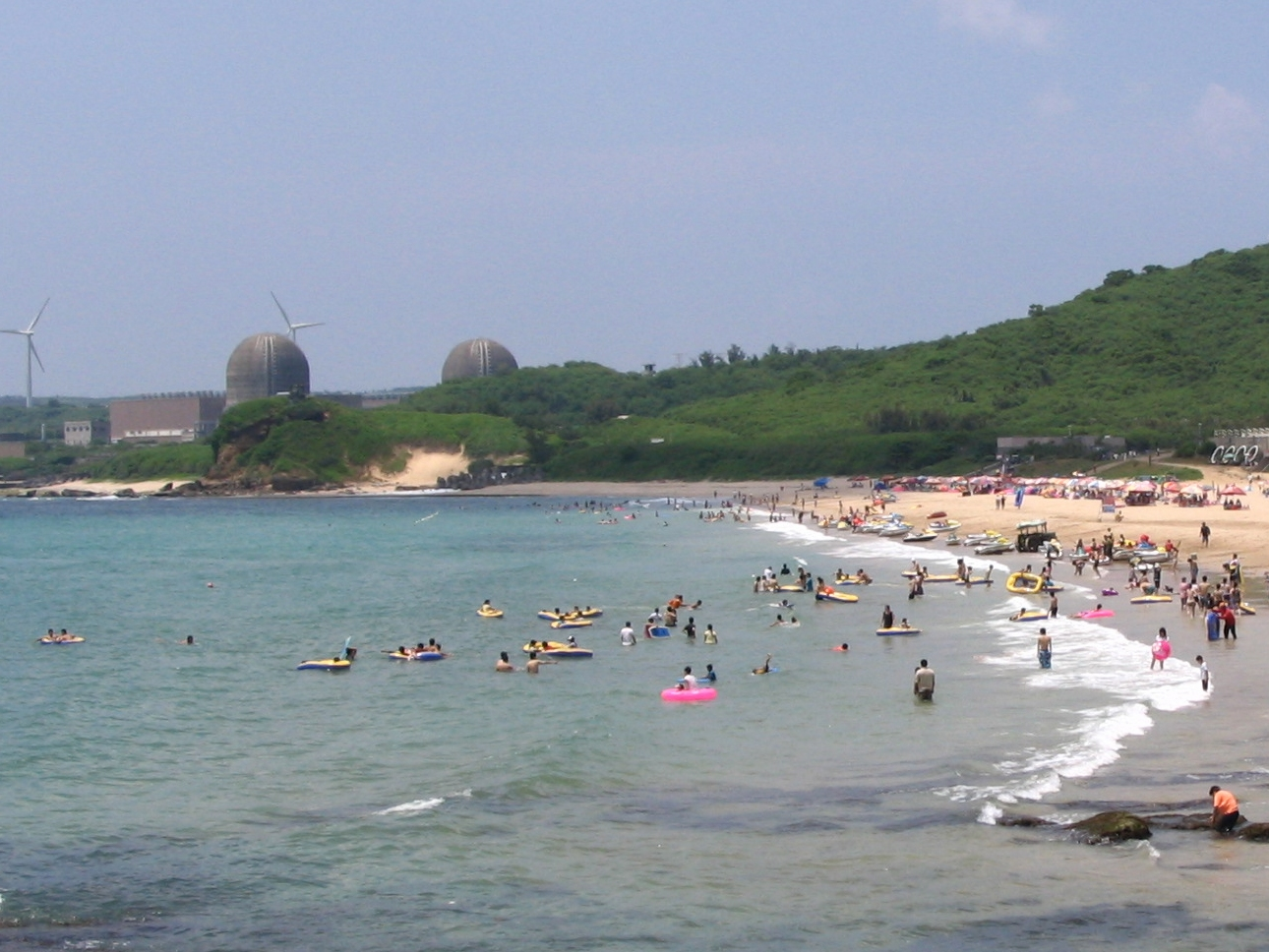
Das Kernkraftwerk Maanshan.

Die Bucht ist im Westen durch das Kap Maobitou und im Osten durch das Kap Eluanbi begrenzt. Der Strand ist beliebt aufgrund seines weißen Sandstrands. Er ist 600 m lang und erstreckt sich auf der Ostseite der Bucht. Die Bucht selbst wird noch zusätzlich durch kleiner Felsen, beziehungsweise Eilande begrenzt: Xikuai Jiao (細塊礁) und Dalaogu (大老鼓) im Westen, sowie Shiniuzi (石牛仔), Chuanfan Shi () und Dafou Sha () im Osten. Am Nordende der Bucht steht das Kernkraftwerk Maanshan. Dort befindet sich auch der Ankerplatz Dabanlie Maodi (Taihanretsu) und der Fischerhafen Houbihu Yugang (後壁湖漁港).

## Geschichte
Unter japanischer Herrschaft wurde die Bucht als Anlandungsstelle für den Walfang genutzt. Heute befinden sich dort noch die Fischerdörfer Dingtanzi (頂潭仔), Houbihu (後壁湖), Shizitou (獅仔頭), Nanwan (南灣), Tiaoshi (跳石) und Tanziwan (潭仔灣).

## Freizeitmöglichkeiten
Rund um den Strand gibt es Umkleidekabinen, Toiletten, Verkaufs- und Verleihstände für Wassersportartikel, kleine Restaurants und Parkplätze. Der Strand selbst kann mit öffentlichen Verkehrsmitteln wie dem Bus von Bahnhof Xinzuoying oder Kaohsiung Station (高雄車站; pinyin: Gāoxióng chēzhàn) der Taiwan Railways Administration (台灣鐵路 Taiwan Tielu) erreicht werden.